# 水谷玲子
水谷 玲子（みずたに れいこ、1942年5月26日 - ）は、日本の童謡歌手。NHKの番組『おかあさんといっしょ』（当時はうたのえほん）の4代目うたのおねえさん。
兵庫県生まれ。1964年4月 - 1967年3月までの3年間、うたのおねえさんを務めた。当時は、後の『おかあさんといっしょ』でも歌われる「カレーライスのうた」や「アイスクリームのうた」などで人気を博していた。おかあさんといっしょ30周年の1989年時点ではアメリカ在住。5代目の中川順子とは高校時代からの友人である。